# Årstads socken
Årstads socken i Halland ingick i Årstads härad, ingår sedan 1971 i Falkenbergs kommun och motsvarar från 2016 Årstads distrikt.
Socknens areal är 41,22 kvadratkilometer, varav 40,66 land. År 2000 fanns här 1 211 invånare. Tätorten Heberg samt tätorten Årstad med sockenkyrkan Årstads kyrka ligger i socknen. 

## Administrativ historik
Årstads socken har medeltida ursprung.
Vid kommunreformen 1862 övergick socknens ansvar för de kyrkliga frågorna till Årstads församling och för de borgerliga frågorna till Årstads landskommun. Landskommunen utökades 1952 innan den 1971 uppgick i Falkenbergs kommun. Församlingen uppgick 1 januari 2010 i Susedalens församling.
1 januari 2016 inrättades distriktet Årstad, med samma omfattning som församlingen hade 1999/2000.  
Socknen har tillhört fögderier och domsagor enligt Årstads härad. De indelta båtsmännen tillhörde Södra Hallands första båtsmanskompani.

## Geografi
Årstads socken ligger öster om Falkenberg och avgränsas av Ätran och dess biflöde Sannarpsån i väster och norr. Delar av socknen avvattnas av Ätran och dess biflöden, medan andra delar avvattnas av Suseåns biflöden. Socknens nordvästra delar längs Ätran är relativt släta, medan områdena i sydöst är mer bergiga. Där finns bland annat Himmelskull, som når upp till 117 meter över havet. Den största sjön, Långsjön, ligger också där. Den är 550 meter lång.
En sätesgård var Sannarps säteri.
I Heberg låg Årstad härads tingsställe.
Genom socknen och förbi orten går Länsväg 150. Förbi Heberg går både E6 och Västkustbanan. Tidigare fanns en station i samhället. Mellan Årstad och Vessigebro går länsväg N708, mellan Årstad och Heberg länsväg N668, mellan Årstad och Asige länsväg N672. Länsväg N669 går mellan Slöinge och länsväg N672. Länsväg N673, mellan Abild och Asige passerar ett kort stycke genom socknen.

## Historia

### Forntid och medeltid
I Blixtorp finns två hällkistor från yngre stenåldern. Där finns också omkring 15 högar och stensättningar från brons- och järnåldern. I både Blixtorp och Heberg finns stenåldersgravfält. Vid Stenlid finns ett gravfält med omkring 40 bautastenar. Vid denna finns en gravkulle kallad Hagbards kulle. Vid Årstads kyrka ligger Munkkyrkan, som är Hallands största domarring. Den härstammar från yngre järnåldern.
Årstads äldsta kyrka var byggd i romansk stil under 1100-talet.  Ett av få medeltida sigill från Halland kommer från Årstad. Det var sockenprästen Nils Anderssen som använde det i början av 1400-talet.

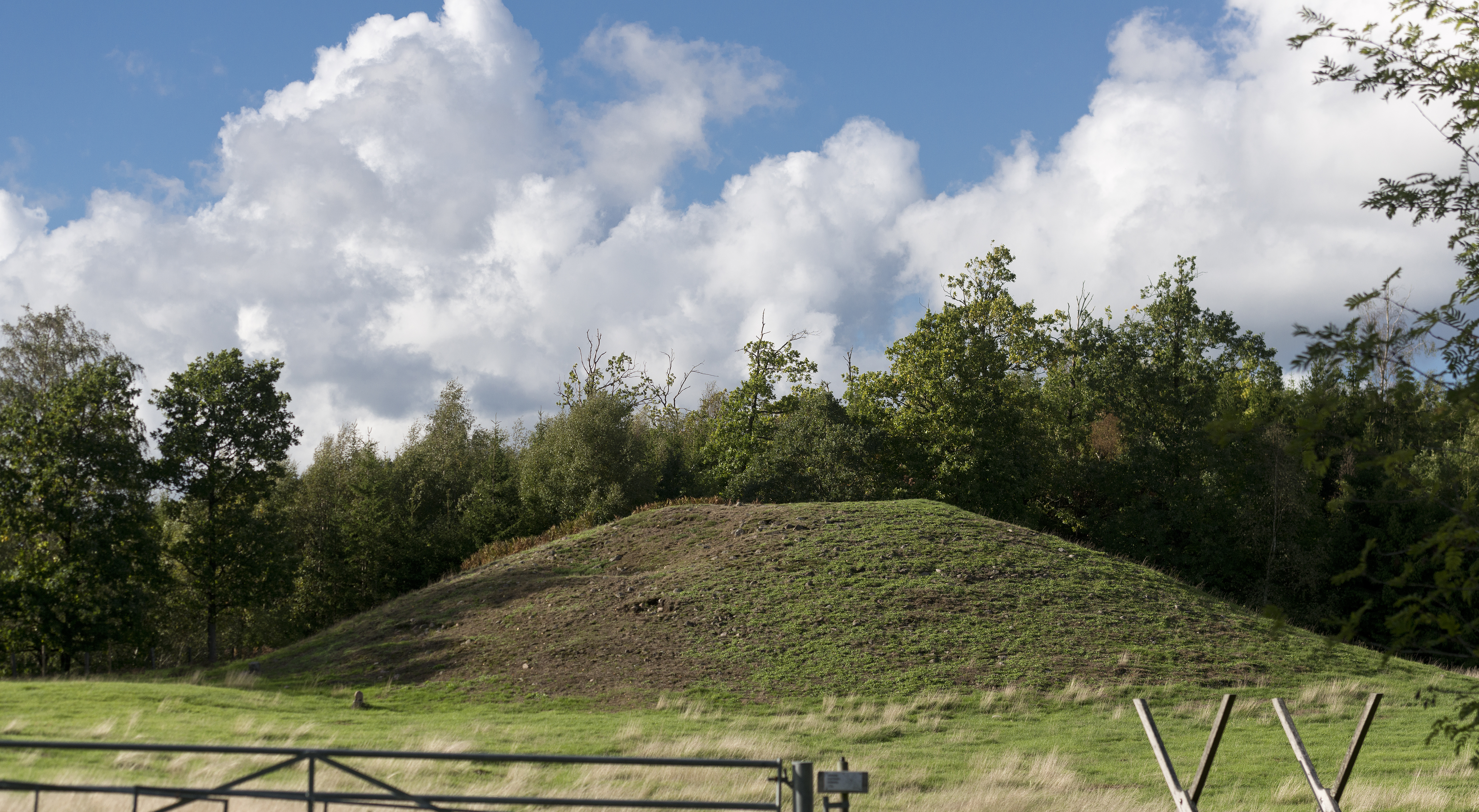
Hagbards kulle.
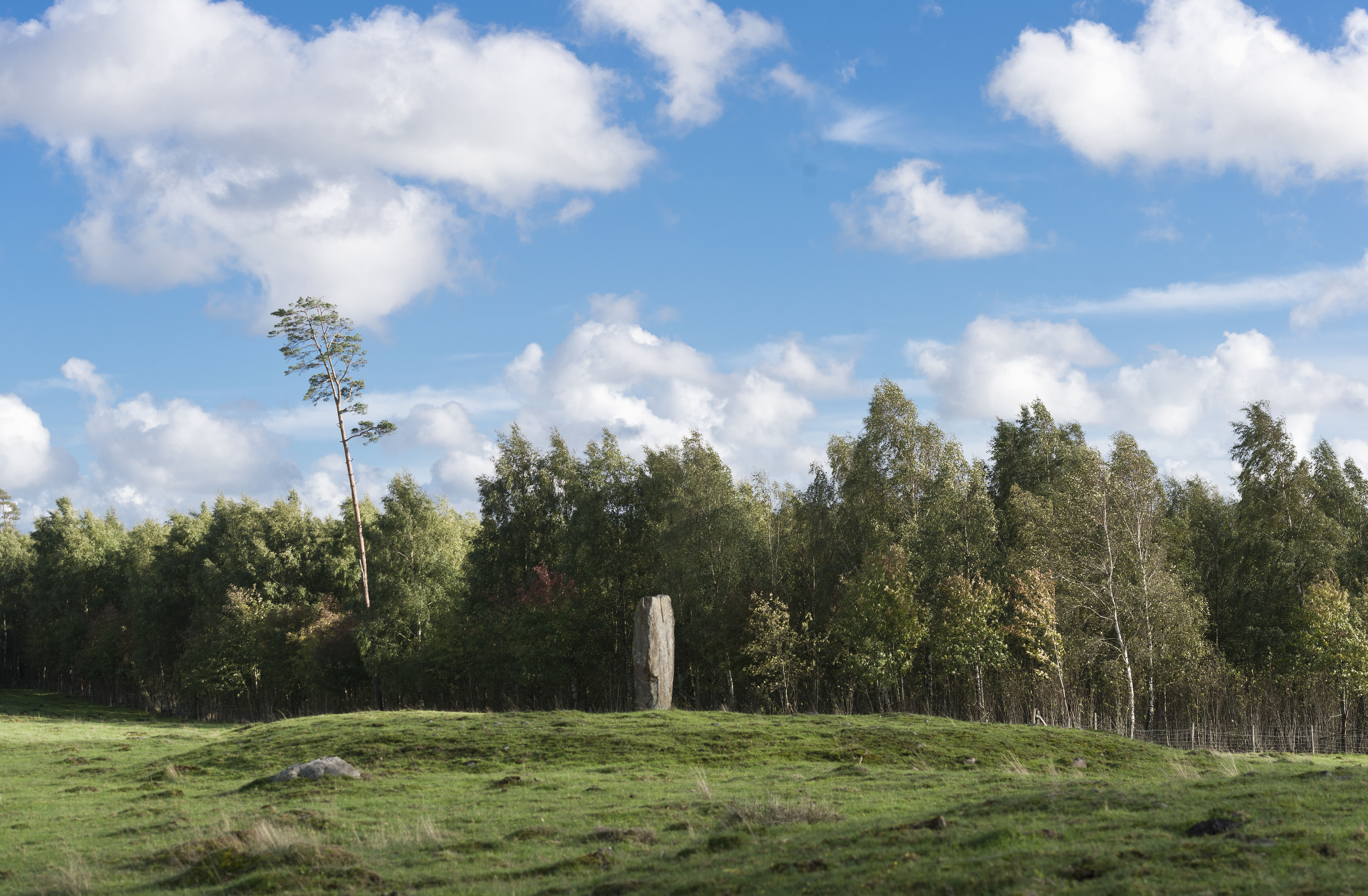
Stensättning med rest sten.
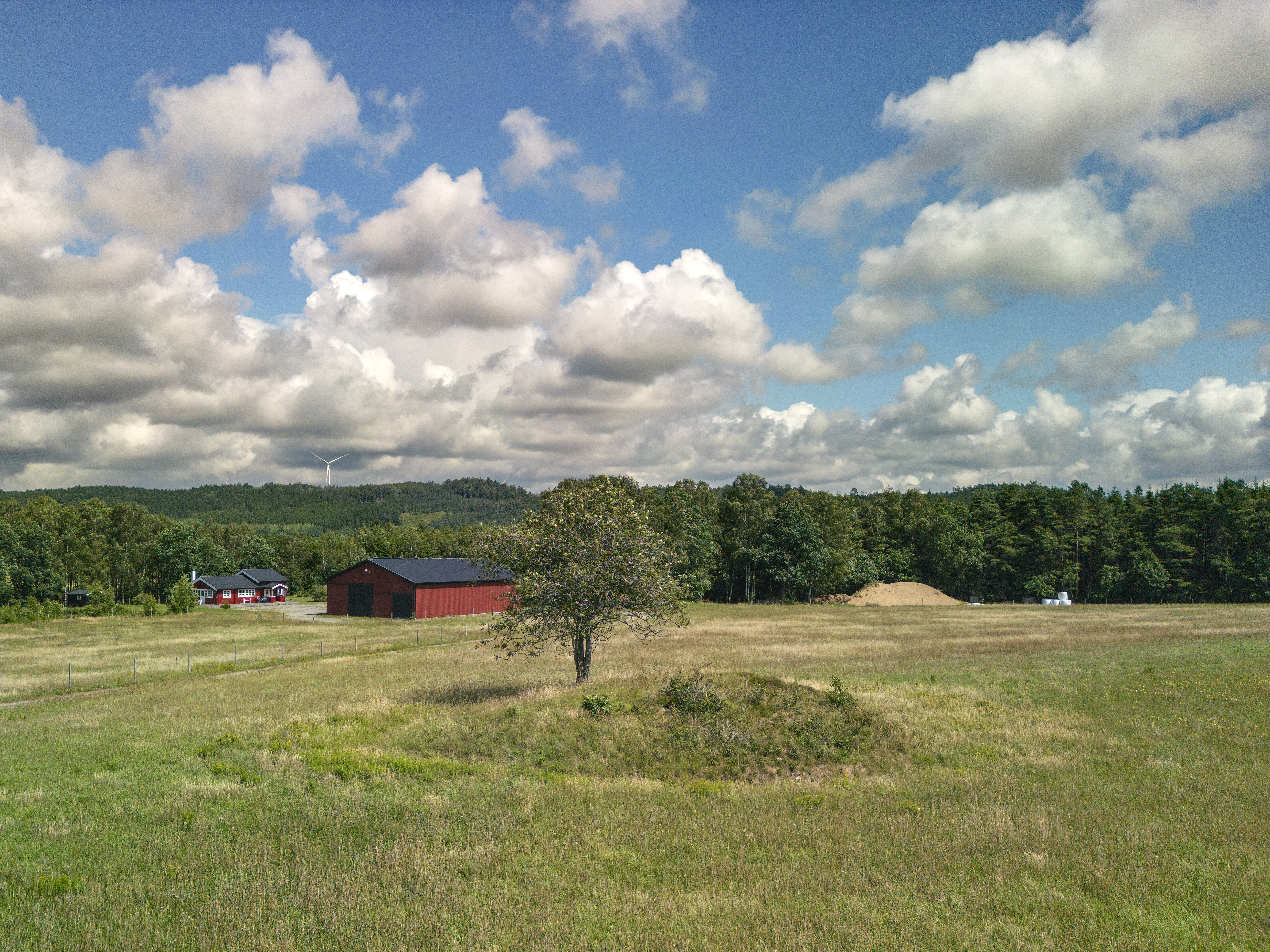
Hög vid Särestad.
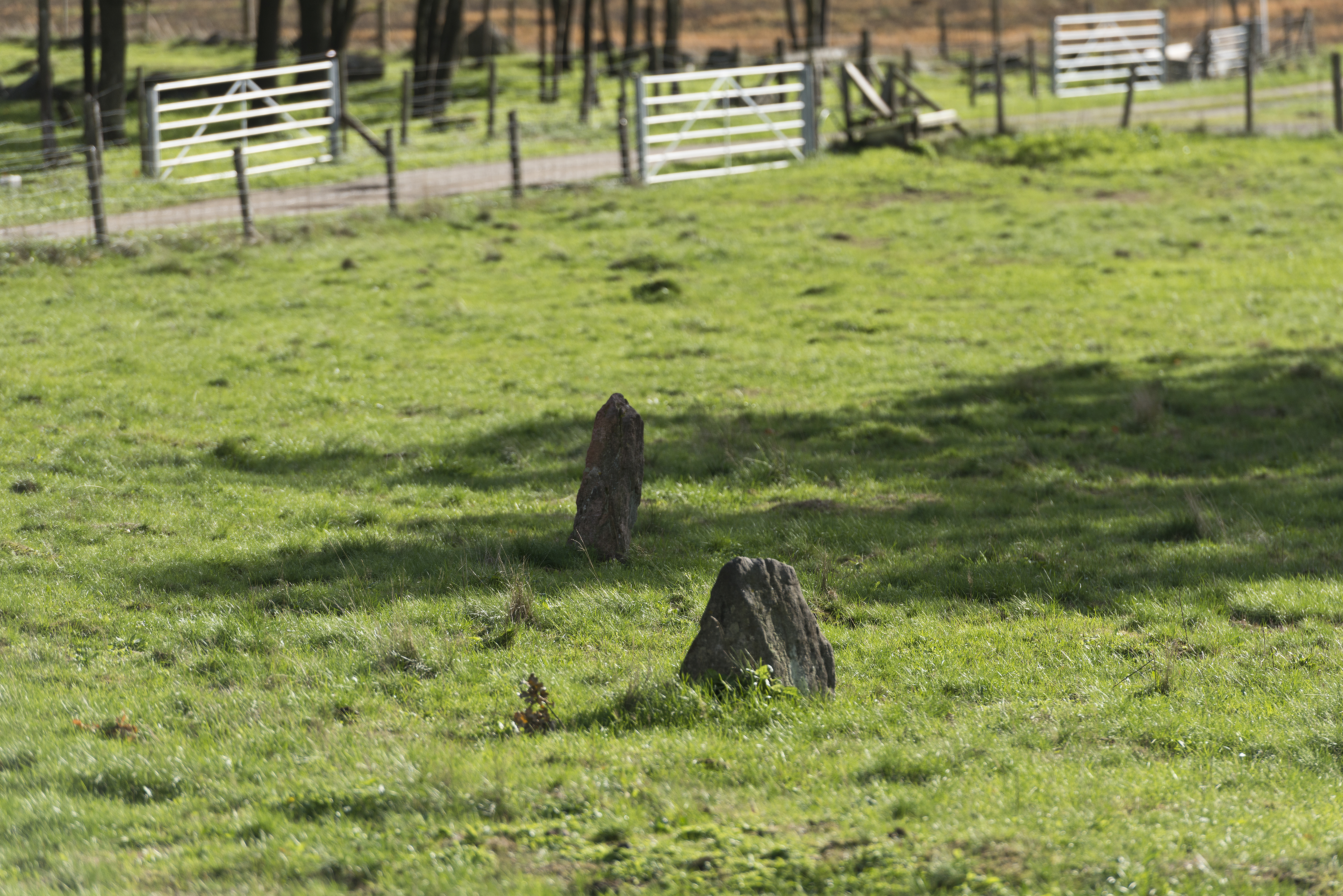
Resta stenar på Särestadsgravfältet.
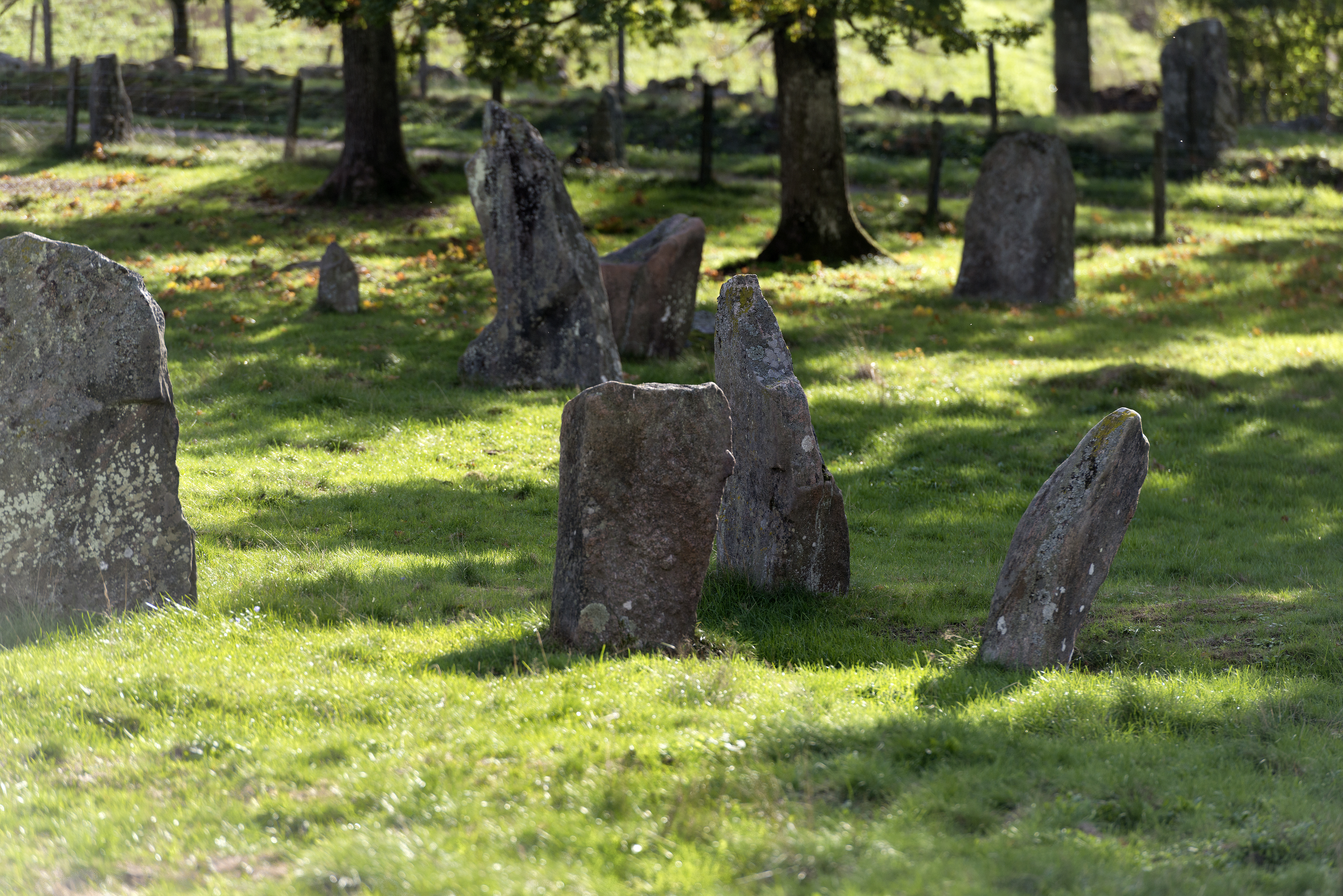
Resta stenar på Särestadsgravfältet.
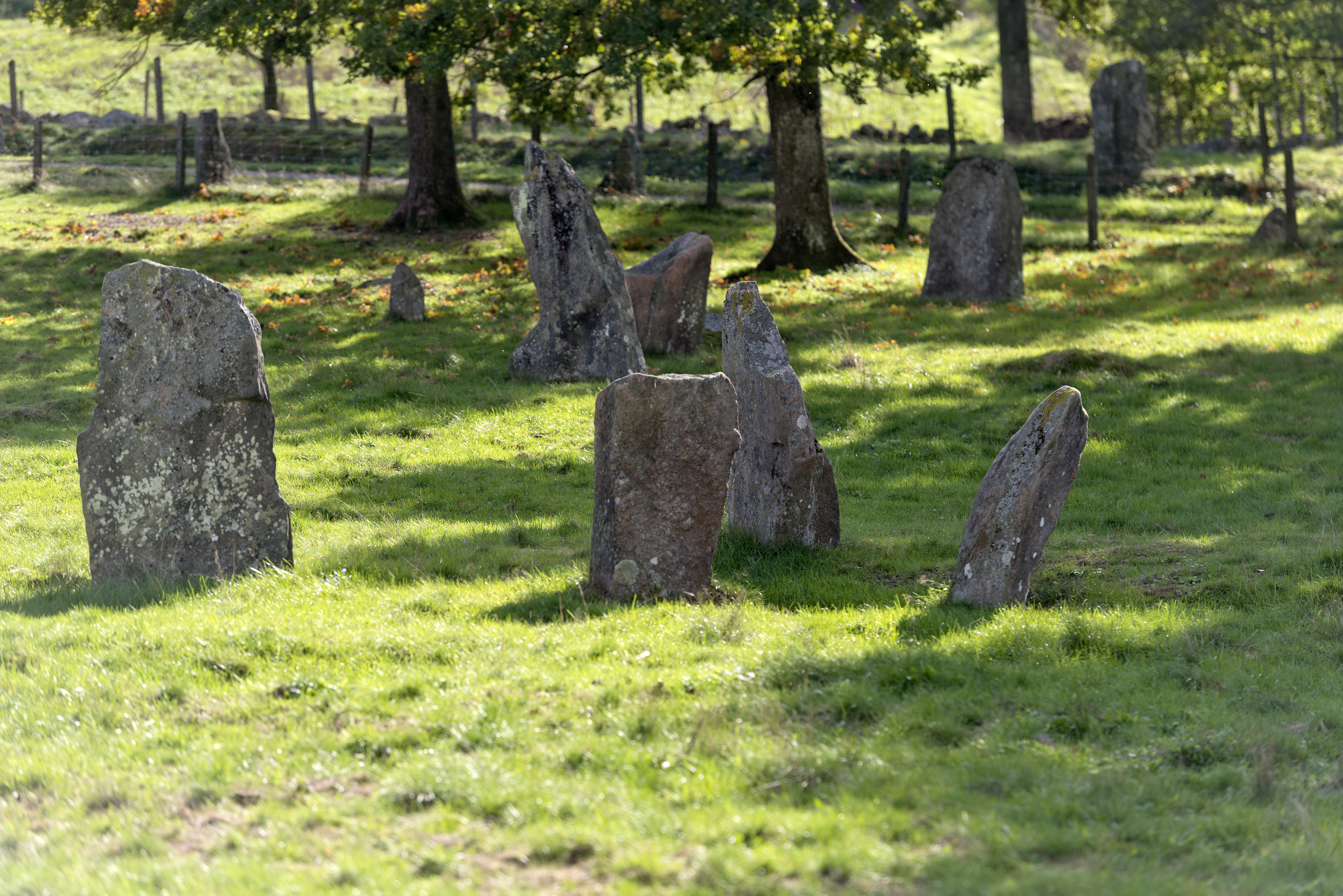
Resta stenar på Särestadsgravfältet.
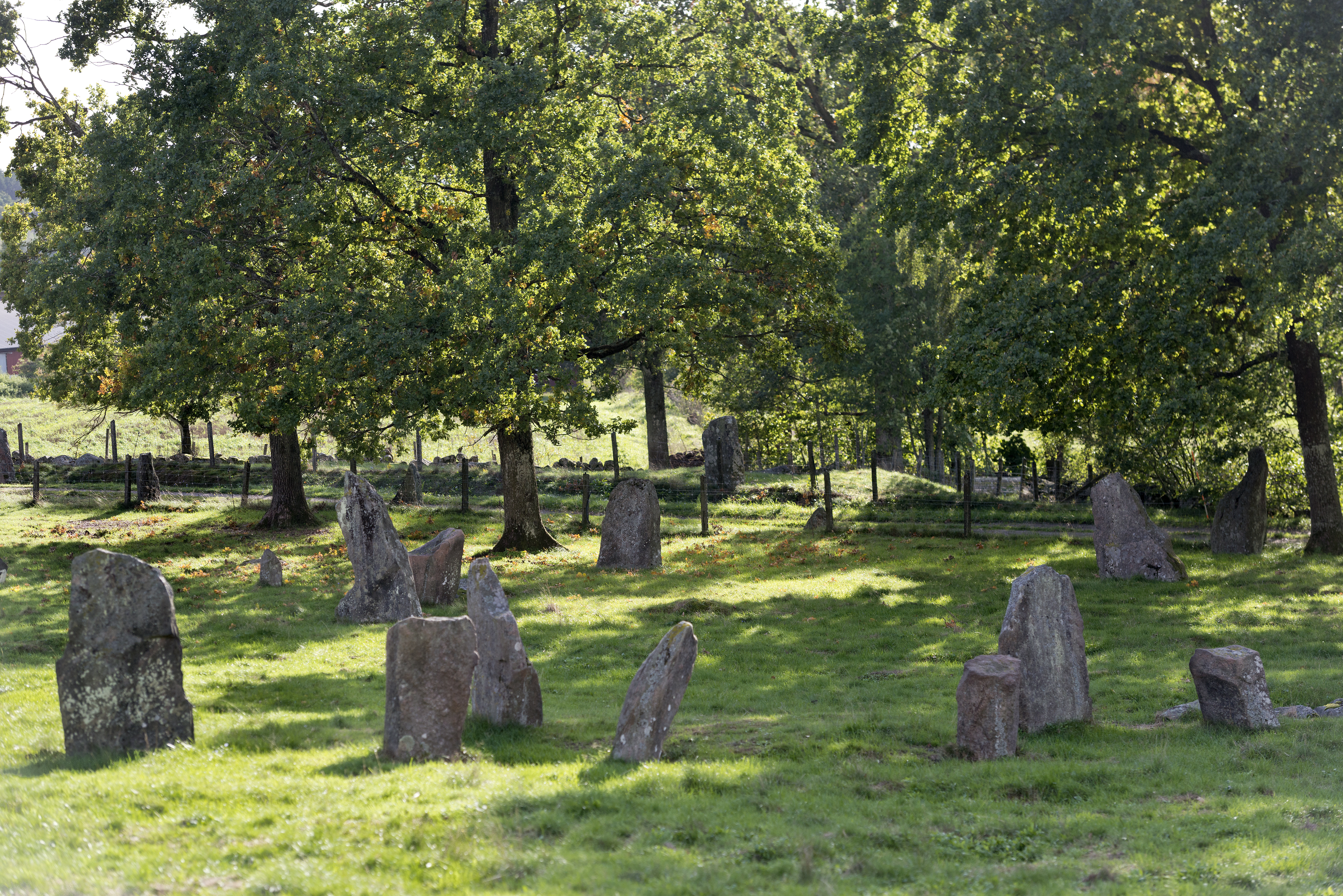
Resta stenar på Särestadsgravfältet.
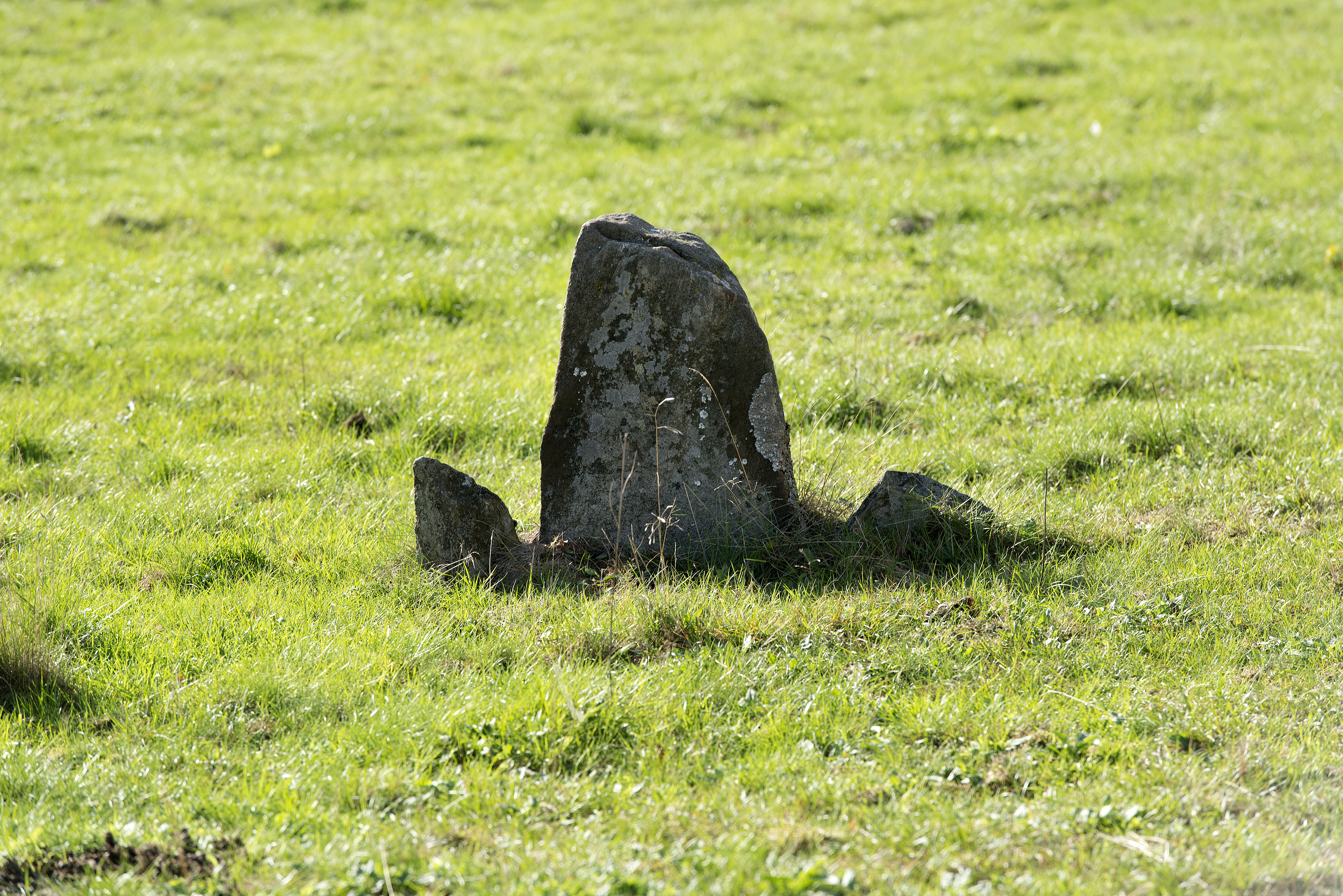
Resta stenar på Särestadsgravfältet.
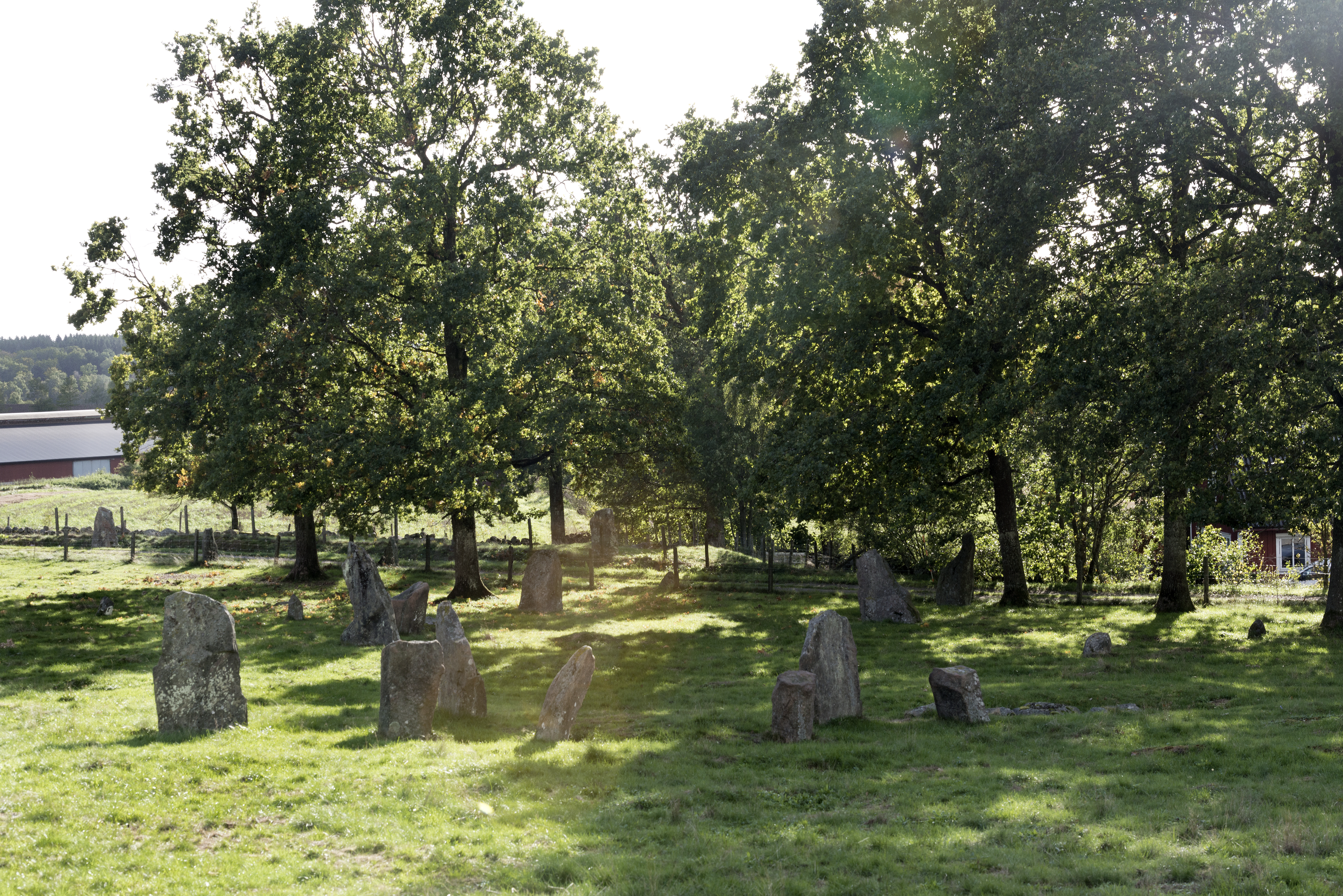
Resta stenar på Särestadsgravfältet.
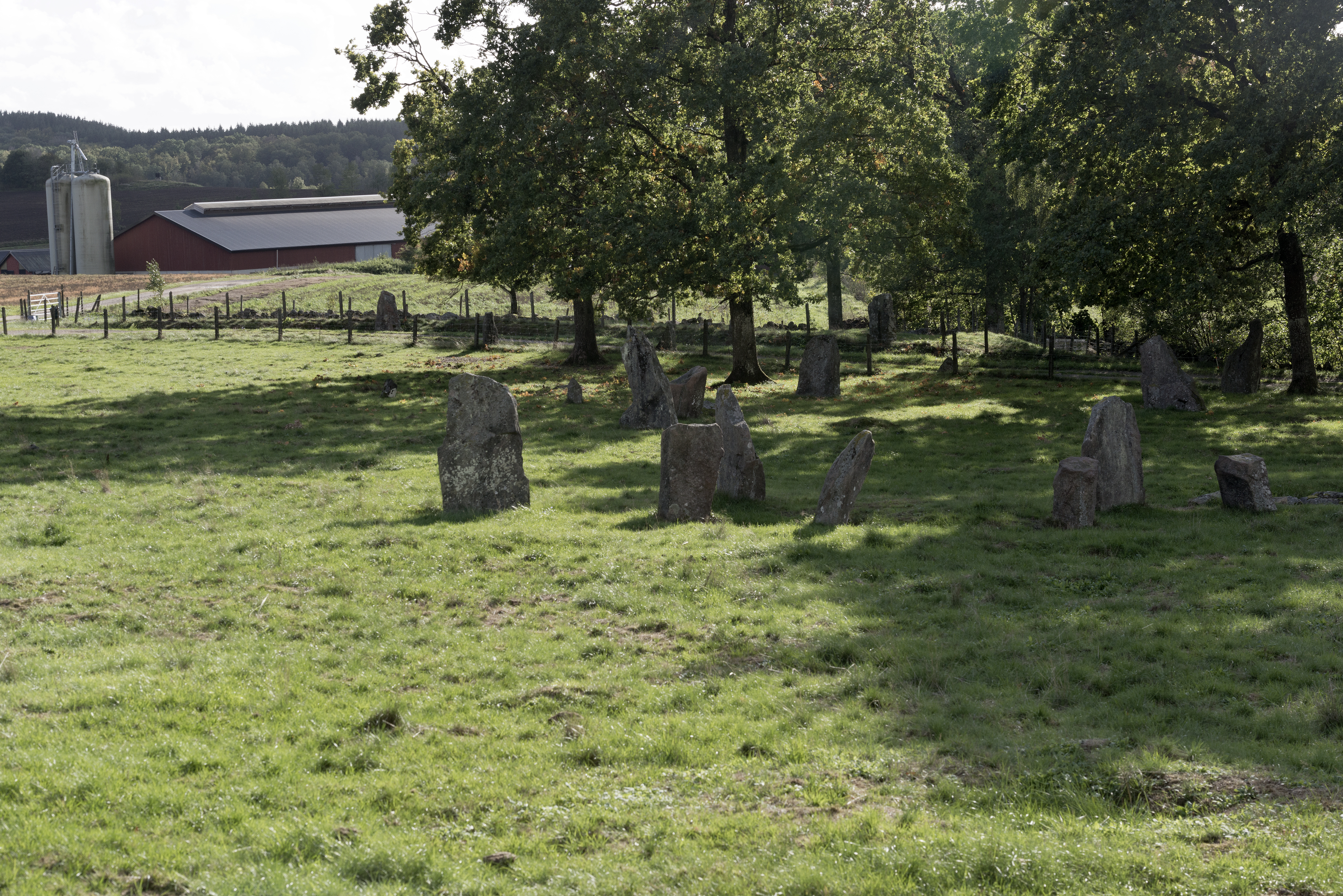
Resta stenar på Särestadsgravfältet.

### 1600-talet till modern tid
Heberg var fram till 1906 tingsplats för Årstads härad. Storskiftet genomfördes kring 1765 i Årstad, 1780-1781 i Blixtorp och 1787-1788 i Heberg. Fiellalunda enskiftades 1804. Laga skifte genomfördes 1827-1831 i Heberg, 1845-1848 i Blixtorp, 1848 i Årstad och 1852 i Allberg.
Socknen hade en ambulerande skola från 1847. Den första fasta skolan byggdes 1867. Den är numera bland annat folkbibliotek. I Blixtorp byggdes en småskola under 1870-talet. I Heberg började man bedriva folkskoleunderivsning 1911, först i hyrda lokaler, men från 1915 i en ny skolbyggnad. Där fanns sen tidigare en småskola. Böcker till ett biblioteket köptes 1902. 1925 byggdes en småskola i Allberg. Folkskolan i Årstad byggdes ut 1931 och 1936, bland annat fick den en gymnastiksal.
Årstads småskola lades ner 1944, de som gått där fick skjuts till småskolan i Allberg, eller i ett fall till småskolan i Heberg.  Sjuårig skolgång blev beslutad 1948. Efter beslut 1954 blev den nuvarande skolan byggd under 1958 och 1959. Småskolan i Blixtorp lades ner 1959. Kommunen beslutade 1899 att ansluta sig till telefonnätet. Det som tidigare varit ett tingshus blev från 1906 en del av mentalvårdsinstitutionen Hallagården.
I början av 1870-talet förekom planer på en järnväg mellan Allberg, som ligger i den västra delen av socknen, och Smålandsstenar. Den blev dock inte av. Det blev däremot Mellersta Hallands järnväg, i vilken socknen tecknade aktier och längs vilken en station förlades i Heberg. När aktierna såldes 1896 gav de en betydande vinst som bland annat användes till en ny skolbyggnad. Yttregårdsområdet i Heberg bebyggdes från 1963 och framåt.
1887 byggdes ett fattighus. Den första tiden fungerade det som temporär bostad för de som byggde den nya kyrkan. Först från 1890 fungerade det som fattighus. Byggnaden brann ner 1953. Den ersattes av ett ålderdomshem i Sannarp, Solgården. Det blev 1969 omgjort till ett vårdhem för män med alkoholproblem och har sedan dess använts för flera olika ändamål. Skoltandvård infördes under 1930-talet. 1953 beslutades om att bygga en VA-anläggning i Årstad.

## Namnet
Namnet (1330-talet Arestatha) kommer från kyrkbyn. Förleden kan innehålla mansnamnet Ari. Efterleden är sta(d), 'ställe, plats'.

## Befolkningsutveckling
| Befolkningsutvecklingen i Årstads socken 1769–1990                                                      | Befolkningsutvecklingen i Årstads socken 1769–1990 | Befolkningsutvecklingen i Årstads socken 1769–1990 | Befolkningsutvecklingen i Årstads socken 1769–1990 | Befolkningsutvecklingen i Årstads socken 1769–1990 |
| --- | -------------------------------------------------- | -------------------------------------------------- | -------------------------------------------------- | -------------------------------------------------- |
| |                                                    |                                                    |                                                    |                                                    |
| År |                                                    |                                                    | Folkmängd                                          |                                                    |
| 1769 | 1769                                               |                                                    | 734                                                |                                                    |
| 1790 | 1790                                               |                                                    | 783                                                |                                                    |
| 1800 | 1800                                               |                                                    | 727                                                |                                                    |
| 1810 | 1810                                               |                                                    | 834                                                |                                                    |
| 1820 | 1820                                               |                                                    | 883                                                |                                                    |
| 1830 | 1830                                               |                                                    | 1 010                                              |                                                    |
| 1840 | 1840                                               |                                                    | 1 150                                              |                                                    |
| 1850 | 1850                                               |                                                    | 1 290                                              |                                                    |
| 1860 | 1860                                               |                                                    | 1 525                                              |                                                    |
| 1870 | 1870                                               |                                                    | 1 658                                              |                                                    |
| 1880 | 1880                                               |                                                    | 1 759                                              |                                                    |
| 1890 | 1890                                               |                                                    | 1 581                                              |                                                    |
| 1900 | 1900                                               |                                                    | 1 589                                              |                                                    |
| 1910 | 1910                                               |                                                    | 1 578                                              |                                                    |
| 1920 | 1920                                               |                                                    | 1 586                                              |                                                    |
| 1930 | 1930                                               |                                                    | 1 574                                              |                                                    |
| 1940 | 1940                                               |                                                    | 1 430                                              |                                                    |
| 1950 | 1950                                               |                                                    | 1 358                                              |                                                    |
| 1960 | 1960                                               |                                                    | 1 205                                              |                                                    |
| 1970 | 1970                                               |                                                    | 1 041                                              |                                                    |
| 1980 | 1980                                               |                                                    | 1 124                                              |                                                    |
| 1990 | 1990                                               |                                                    | 1 204                                              |                                                    |
| Anm: Källor: Umeå universitet - Tabellverket 1749-1859, Demografiska databasen, CEDAR, Umeå universitet |                                                    |                                                    |                                                    |                                                    |